# Karl-Lothar Schulz
Karl-Lothar Schulz (30 de abril de 1907 - 26 de septiembre de 1972) fue un general de paracaidistas alemán de la Alemania Nazi durante la II Guerra Mundial. Fue condecorado con la Cruz de Caballero de la Cruz de Hierro con Hojas de Roble y Espadas.

## Condecoraciones
- Cruz de Hierro (1939) 2ª Clase (12 de mayo de 1940) & 1ª Clase (12 de mayo de 1940)[1]
- Cruz Alemana en Oro el 26 de febrero de 1942 como Mayor en el III./Fallschirmjäger-Regiment 1[2]
- Cruz de Caballero de la Cruz de Hierro con Hojas de Roble y Espadas
  - Cruz de Caballero el 24 de mayo de 1940 como Hauptmann y comandante del III./Fallschirmjäger-Regiment 1[3]
  - 459.ª Hojas de Roble el 20 de abril de 1944 como Oberst y comandante del Fallschirmjäger-Regiment 1[3]
  - 112.ª Epsadas el 18 de noviembre de 1944 como Oberst y jefe de la 1. Fallschirmjäger-Division[3]